# 石安琬
石安琬（？—1299年），元朝将领，兴中府永德县（今辽宁省朝阳市东南柏山上）人。石佐中的儿子。
石安琬承袭父职为兴中府千户。参与攻灭大理国，讨伐济南叛将李璮，都立有战功。至元十三年（1276年）奉命平定分宁反叛，为大同等处万户。领南宋江左新附军万人，屯田红城。元成宗大德三年（1299年），北去戍守和宁。回到中原后，病逝。其子石居谦袭职，后改忠翊侍卫亲军都指挥使。

## 传記資料
- 《元史》卷一百四十九 列传第三十六
- 《新元史》卷一百四十六 列传第四十三